# Pauline Violante
Pauline Violante, nacida Selina Young, también conocida como la mujer Blondin (c. 1840-), era una funámbula británica que cruzó el río Támesis.

## Trayectoria
Selina Young nació en 1840 o 1841. Sus padres eran artistas. El nombre de su padre era Young y era músico en una banda. Su madre se llamaba Elizabeth Wild y tuvo una hermana mayor.

Young aprendió a mantener el equilibrio sobre una cuerda floja y hacer funambulismo de manera que hacia 1853 se la conocía como Pauline Violante y se cuenta que fue la primera persona en bailar sobre una cuerda floja. En 1858, fue la primera persona en caminar sobre una cuerda floja a través del Palacio de Cristal de Londres. Apareció en el Alhambra Theatre de ET Wild en Leicester Square en Londres.

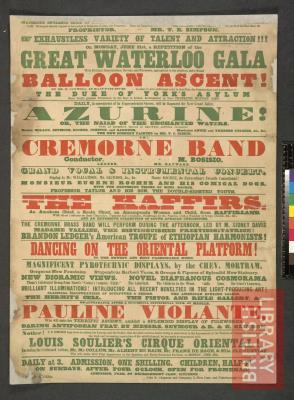
Pauline Violante en los jardines Cremorne

Edward Tyrrel Smith le pagó para que intentara cruzar el Támesis vestida de albanés el 12 de agosto de 1861. Un cable demasiado flojo hizo que no lo consiguiera en el primer intento pero sí tuvo éxito en el segundo intento. Caminó desde el puente de Battersea hasta los jardines Cremorne, bajo la atenta mirada de unas 20 000 personas.  El Illustrated London News publicó un grabado que mostraba numerosos barcos que salieron a observar el espectáculo. En los anuncios aparecía como Madame Blondin.
Su carrera terminó drásticamente en Highbury Barn, que era un centro turístico de ocio que operó en Islington entre 1861 y 1871: Estaba actuando en paralelo a un espectáculo de fuegos artificiales cuando cayó quince metros desde una cuerda floja contra la grava, el 14 de agosto de 1862. Sobrevivió a la caída y fue asistida por un grupo de médicos, pero tenía la pierna izquierda gravemente rota y un hombro roto. 
Después de recuperarse, descubrió que una de sus piernas era tres pulgadas más corta que la otra; los periodistas señalan que pidió a los médicos que le amputaran la pierna.
Se organizó una colecta que recaudó £ 300 que se utilizaron para crear una tienda para que ella y su padre tuvieran sustento. Se supo de ella por última vez cuando se casó en 1864 con Charles Greaves Junior.

## En la cultura popular
En su momento atrajo otras imitadoras, tales como Sylvia Powell, también conocida como Madame Genieve. Ella y otros usaban el nombre de Violante para atraer a la multitud. Powell murió en 1863 al caerse de la cuerda floja estando embarazada.
Un hombre, Carlo Valerio, que intentó hacer otro paseo por la cuerda floja en Cremorne Gardens murió cuando un gancho se rompió y el alambre cayó. Edward Tyrrel Smith, que había participado en el paseo de Violante por el Támesis, estuvo involucrado en la investigación sobre la muerte de Valerio. Smith dijo que nunca más volvería a involucrarse en una actuación similar.